# Vivian Bartsch
Vivian Daniel (* 25. Juli 1972 in Mödling als Vivian Bartsch) ist eine österreichische Theater- und Filmschauspielerin.

## Leben
Vivian Daniel (geb. Bartsch) ist in Bad Vöslau aufgewachsen. Mit 16 Jahren beschloss sie, die Modefachschule in Baden zu verlassen, um eine Ausbildung als PKA zu machen. Nach der Abschlussprüfung sowie fünf Jahren Berufserfahrung wechselte sie in den Pharma-Außendienst. Einer spontanen Intuition folgend, absolvierte sie mit 23 Jahren die Aufnahmeprüfung am Franz Schubert Konservatorium und wurde dort zur Schauspielerin ausgebildet. Um sich das Studium zu finanzieren, arbeitete sie als Model oder Kleindarstellerin für Werbung und Imagefilme sowie als Kellnerin in diversen Cafés und Bars, bis sie von Eva Roth für den Film Models von Ulrich Seidl entdeckt wurde. Die Arbeit mit Ulrich Seidl dauerte fast ein Jahr. Der Film feierte seine Premiere auf der Berlinale und wurde ein großer Erfolg. Es folgten diverse Spielfilm- und Theaterproduktionen. Seit 2015 Kundalini Yoga Lehrerin.

## Privat
Vivian Daniel hat zwei Kinder (1998 und 2009 geboren), wohnt in Berlin und ist seit 2011 verheiratet. Seit 2024 mit einem Segelboot auf Weltreise. 

## Filmographie (Auswahl)
- 1999: „Models“ (Kinofilm, Hauptrolle) Regie: Ulrich Seidl
- 1999: „Comedy“: „Die Krankenschwestern“ Regie: Leo Bauer
- 1999: „Tatort“ Regie: Thomas Roth
- 2000: „Die Klavierspielerin“ (Kinofilm) Regie: Michael Haneke
- 2001: „Hundstage“ (Kinofilm) Regie: Ulrich Seidl
- 2002: „Kaltfront“ (Kinofilm, Hauptrolle) Regie: Valentin Hitz
- 2002: „Single Shots“ Regie: Oliver Schmitz
- 2002: „Kommissar Rex“ Regie: Michael Riebl
- 2002: „Europe - 99euro-films 2 - Alte Wäsche“ (Kinofilm) Regie: Stephan Wagner
- 2004: „Pommery und Hochzeitstorte“ Regie: Manfred Stelzer
- 2004: „Crash Test Dummies“ (Kinofilm, Hauptrolle) Regie: Jörg Kalt
- 2004: „liebeskind“ Regie: Jeanette Wagner
- 2005: „Der Spieler“ Regie: Nicolas Wackerbarth
- 2005: „Bis in den Tod“ (Hauptrolle) Regie: Bernhard Semmelrock
- 2006: „Ich begehre“ (Kinofilm) Regie: Mario Mentrup
- 2006: „Winterwald“ (Kinofilm) Regie: David Wnendt
- 2008: „Todespolka“ (Kinofilm, Hauptrolle) Regie: Michael Pfeifenberger
- 2008: „Headshots“ (Kinofilm) Regie: Lawrence Tooley
- 2010: "Paradies" (Kinofilm) Regie: Ulrich Seidl
- 2011: "Der Mediator - Disharmonie" (TV-Film) Regie: Harald Sicheritz
- 2011: "In aller Freundschaft" (TV-Reihe) Regie: Jürgen Brauer
- 2012: "Bella Dilemma" (TV-Reihe) Regie: Oliver Schmitz
- 2012: "Gap2Go" (Kinofilm) Regie: Stephan Geene
- 2012: "Pudelwohl" (Kino Kurzfilm) Regie: Michael Brent Adam
- 2012: "Posthumous" (Kinofilm) Regie: Lulu Wang
- 2013: „Paradies: Hoffnung“ (Kinofilm) Regie: Ulrich Seidl

## Theaterarbeiten (Auswahl)
- 2001: „Jedermann“, Rolle: Buhlschaft, Regie: Ludwig Kaschke, Festspiel Laxenburg
- 2001: „Fremd Körper“, Monolog, Regie: Evelyn Fuchs, Feldkirch Poolbar
- 2001: „Geschwister“, Rolle: Agathe, Regie: Maren Schneider, Salzburg, Wien
- 2002: „Warteschleife“ Regie: Angelika Messner
- 2003: diverse Volksbühne Berlin
- 2004: diverse Volksbühne Berlin
- 2004: „Geschlechtsverquer in Mitte“, Rolle Miranda (Hauptrolle), Regie: Anna Bergmann, Theaterdiscounter Berlin
- 2007/2008: Theater an der Parkaue Berlin